# Aeroportul Gamboa
Aeroportul Gamboa (IATA: WCA, ICAO: SCST) este un aeroport din Provincia Chiloé, Regiunea Los Lagos, Chile ce deservește zona Castro. Aeroportul a fost tranzitat în 2022 de 71.690 de pasageri.
Situat la o altitudine de 41 m, aeroportul dispune de o singură pistă.